# Брагино (Владимирская область)
Брагино — деревня в Вязниковском районе Владимирской области России, входит в состав муниципального образования «Город Вязники».

## География
Деревня расположена на берегу реки Клязьма в 10 км на восток от райцентра Вязники.

## История
В конце XIX — начале XX века деревня входила в состав Олтушевской волости Вязниковского уезда. 
С 1929 года деревня входила в состав Логовского сельсовета Вязниковского района, с 1940 года — в составе Илевниковского сельсовета, с 2005 года — в составе муниципального образования «Город Вязники».

## Население
| 1859 | 1905 | 1926 | 2002 | 2010 | 2021 |
| ---- | ---- | ---- | ---- | ---- | ---- |
| 85   | ↗132 | ↘119 | ↘2   | ↗5   | ↘1   |

## Инфраструктура
Личное подсобное хозяйство с зоной сельскохозяйственного использования, индивидуальная застройка усадебного типа. В 1859 году в деревне числилось 13 дворов, в 1905 году — 16 дворов, в 1926 году — 28 дворов.

## Транспорт
Деревня доступна автотранспортом. Ближайшая остановка общественного транспорта «Рудильницы» находится в пешей доступности в деревне Рудильницы. 